# 杜威 (密蘇里州)
杜威（英語：Dewey）是位於美國密蘇里州波爾克縣的鬼鎮。

## 歷史
杜威的郵局於1898年設立，其後於1906年停運。

## 地理
杜威所處的海拔為高於海平面341米（即1119英呎），而該地所採用的時區為UTC-6，即北美中部時區（CST）。同時該地設有夏令時間，為UTC-6調快一小時，即UTC-5（CDT）。